# Trałowce typu Castle (I wojna światowa)

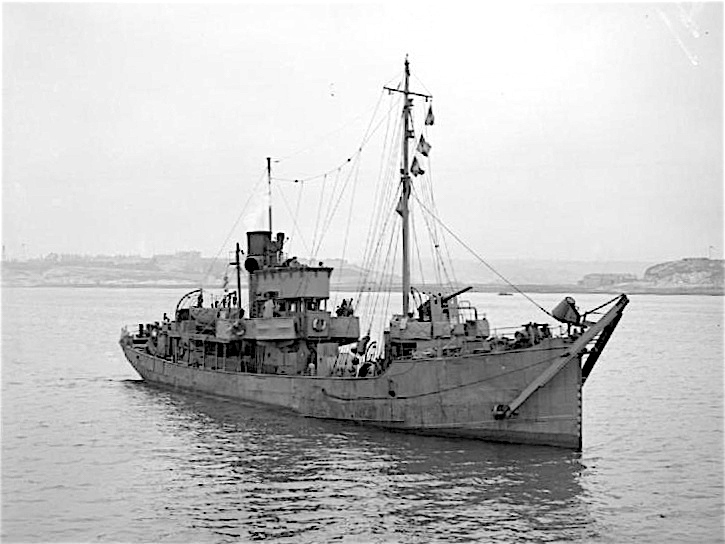
Typowy trałowiec typu Castle

Trałowce typu Castle – typ niewielkich trałowców brytyjskich zaprojektowany i budowany w okresie I wojny światowej.

## Historia
Trałowce typu Castle zostały zaprojektowane według planów zbudowanego w 1915 statku rybackiego „Raglan Castle”, podobnie jak kilka innych typów trałowców z okresu I wojny światowej są znane jako Admiralty class ponieważ były zamówione przez Admiralicję brytyjską. Trałowce tego typu cechowały się znakomitą dzielnością morską.
W czasie wojny 217 okrętów tego typu zostało zamówionych w stoczniach brytyjskich, z czego ukończono 197 okrętów, zamówienia na 20 pozostałych zostały anulowane. Oprócz tego według tych samych planów zbudowano także 60 okrętów tego typu w stoczniach kanadyjskich oraz dziewięć w stoczniach indyjskich.
W liczbie 197 okrętów zbudowanych w stoczniach brytyjskich znajduje się 10 niestandardowych okrętów należących do tego typu. W momencie wybuchu wojny Admiralicja zakupiła szereg statków których budowę już rozpoczęto. Ich budowa została zakończona już według specyfikacji Admiralicji i po ich ukończeniu zostały one włączone do najbardziej do nich tonażowo zbliżonego, seryjnie budowanego typu.
Okręty brytyjskie nosiła nazwiska marynarzy z historycznych okrętów HMS „Victory” i „Royal Sovereign” z czasów bitwy pod Trafalgarem. Okręty kanadyjskie nosiły oznaczenia od „TR 1” do „TR 60”.
Część okrętów została ukończona już po wojnie i została sprzedana bezpośrednio do pracy cywilnej jako trawlery.
Wyporność okrętów tego typu wynosiła ok. 620 ton (pełna), mierzyły pomiędzy 125 a 135 stóp (38-41 m) długości, 23,5 stopy (7,2 m) szerokości i miały 15 stóp (4,6 m) zanurzenia. Uzbrojone były zazwyczaj w pojedynczą armatę 3-calową.